# Джонс, Бриртон
Бриртон Чандлер Джонс (англ. Brereton Chandler Jones; 27 июня 1939, Галлиполис, Огайо — 18 сентября 2023, Мидуэй, Кентукки) — американский политик, 58-й губернатор Кентукки (1991—1995), 50-й вице-губернатор Кентукки (1987—1991).

## Биография
Бриртон Джонс родился 27 июня 1939 года в Галлиполисе (штат Огайо). Он был одним из шести детей, родившихся в семье Эдварда Бартоу Джонса (Edward Bartow Jones) и Недры Уилхелм Джонс (Nedra Wilhelm Jones), которые жили в городе Пойнт-Плезант (штат Западная Виргиния). Эдвард Бартоу Джонс был политиком, он два раза избирался членом Сената Западной Виргинии.
После окончания школы Бриртон Джонс обучался в Виргинском университете, где он в 1961 году получил степень бакалавра коммерции. Затем он учился один семестр в Школе права Виргинского университета. После этого Джонс вернулся в Западную Виргинию, где он успешно занимался бизнесом, связанным со строительством домов и продажей недвижимости.
Политическая карьера Джонса началась в 1964 году, когда он в качестве представителя Республиканской партии был избран членом Палаты делегатов Западной Виргинии, оказавшись самым молодым её членом за всю историю (на тот момент ему было всего 25 лет). В 1966 году Джонс был переизбран членом палаты делегатов штата; во время своего второго срока он исполнял обязанности руководителя республиканского меньшинства.
В 1968 году, после четырёх лет работы в Палате делегатов Западной Виргинии, Джонс решил уйти из политики и вернуться в бизнес. Помимо деятельности, связанной с недвижимостью, Джонс также занялся коневодством, используя для этого небольшую ферму рядом с Хантингтоном. В 1970 году он женился на Элизабет (Либби) Ллойд, а в 1972 году они переехали в дом, где Либби провела своё детство, — на ферму Эрдри (Airdrie Farm), расположенную в округе Вудфорд (штат Кентукки). По соглашению с тестем, Джонс получил возможность использовать часть территории фермы для разведения породистых лошадей. Через некоторое время коневодческое хозяйство Джонса Airdrie Stud включало в себя около 300 лошадей, среди которых были победители престижных европейских и американских соревнований.
В 1975 году Джонс решил сменить свою партийную принадлежность и зарегистрировался членом Демократической партии, оставаясь при этом вне большой политики. Джон Браун-младший, победивший в 1979 году на выборах губернатора Кентукки, назначил Джонса членом совета директоров (англ. Board of Trustees) Кентуккийского университета и членом совета медицинского центра того же университета. В середине 1980-х годов Джонс основал Kentucky Health Care Access Foundation — организацию, основной задачей которой было обеспечение доступа к медицинскому страхованию для малообеспеченных жителей штата.
В 1987 году, через 19 лет после окончания своей работы в Палате делегатов Западной Виргинии, Джонс решил снова вернуться к активной политической деятельности. На проходивших в ноябре 1987 года выборах губернатора Кентукки кандидатом от Демократической партии был Уоллес Уилкинсон, а Джонс претендовал на пост вице-губернатора. Уилкинсону и Джонсу удалось одержать верх над соперниками из республиканской партии, и 8 декабря 1987 года Джонс вступил в должность вице-губернатора штата. За четыре года работы Джонсу не удалось наладить хорошие взаимоотношения с Уилкинсоном — у вице-губернатора не было достаточной самостоятельности, и он в основном оставался на заднем плане. По должности, Джонс также исполнял обязанности председателя Сената Кентукки.
В 1991 году Джонс принял участие в выборах губернатора Кентукки. Сначала он выиграл первичные выборы от Демократической партии, где его соперниками были Скотт Беслер, Флойд Пур (Floyd Poore) и Гейтвуд Гэлбрейт (в голосовании, состоявшемся 28 мая 1991 года, Джонс набрал 37,55 % голосов, Беслер — 30,36 %, Пур — 26,84 %, а Гэлбрейт — 5,25 %). Затем, в ноябре 1991 года, Джонс участвовал в выборах губернатора, на которых его соперником был кандидат от Республиканской партии Ларри Хопкинс. Набрав 64,73 % голосов избирателей, Джонс победил, вступив в должность губернатора Кентукки 10 декабря 1991 года.
За четыре года нахождения на посту губернатора штата Джонсу удалось достичь ряда положительных результатов. К концу его губернаторского срока у штата был профицит бюджета, оцениваемый более чем в 300 миллионов долларов. Улучшилось взаимодействие между законодательной и исполнительной ветвями власти. Однако Джонсу не удалось полностью выполнить одно из обещаний, данных во время предвыборной кампании, — обеспечения доступа к медицинскому страхованию для всех жителей Кентукки. Тем не менее к 1995 году степень одобрения деятельности Джонса находилась на уровне 61 %.
В первый год нахождения на посту губернатора Джонс попал в авиационную катастрофу: 7 августа 1992 года вертолёт, на котором он летел, потерпел крушение вскоре после вылета из аэропорта Фракфорта (столицы штата Кентукки). На борту вертолёта находилось шесть человек, все они получили травмы разной степени тяжести, но остались живы. У Джонса была травмирована спина и повреждена почка.
Бриртон Джонс скончался 18 сентября 2023 года в Мидуэе (штат Кентукки). Церемония прощания с ним прошла в Капитолии штата Кентукки.